# Zápas na Letních olympijských hrách 1992 – muži, řecko-římský do 74 kg
Zápas řecko-římský ve váhové kategorii do 74 kg probíhal na Letních olympijských hrách 1992 v barcelonském Instituto Nacional de Educación Física de Cataluña. O medaile se utkalo celkem 21 zápasníků.

## Turnajové výsledky
Zápasníci jsou rozděleni do dvou skupin. Je aplikován systém na dvě porážky.
Legenda
- TO — Lopatkové vítězství
- SP — Vítězství pro převahu, 12 až 14 bodů rozdíl, poražený s body
- SO — Vítězství pro převahu, 12 až 14 bodů rozdíl, poražený bez bodů
- ST — Vítězství na technickou převahu, 15 bodů rozdíl
- PP — Vítězství na body, poražený s body
- PO — Vítězství na body, poražený bez bodů
- PA — Vítězství pro soupeřovo zranění
- DQ — Vítězství pro soupeřovu diskvalifikaci
- D2 — Oba zápasníci diskvalifikováni pro pasivitu, skóre 0-0
- DNA — Nenastoupil
- L — Porážky
- ER — Kolo vyřazení
- CP — Klasifikační body
- TP — Technické body

### Skupiny

#### Skupina A
|                            | Skóre  |                            | CP       |
| Kolo 1                     | Kolo 1 | Kolo 1                     | Kolo 1   |
| -------------------------- | ------ | -------------------------- | -------- |
| Anton Marchl (AUT)         | 11–3   | Youcef Bouguerra (ALG)     | 3–1 PP   |
| Torbjörn Kornbakk (SWE)    | 5–2    | Erhan Balcı (TUR)          | 3–1 PP   |
| Ahad Javansalehi (IRI)     | 0–4    | Jaroslav Zeman (TCH)       | 0–3 PO   |
| Ender Memet (ROU)          | 0–1    | Tuomo Karila (FIN)         | 0–3 PO   |
| Józef Tracz (POL)          | 2–0    | Željko Trajković (IOP)     | 3–0 PO   |
| José Alberto Recuero (ESP) |        | Bye                        |          |
| Kolo 2                     |        |                            |          |
| José Alberto Recuero (ESP) | 1–4    | Anton Marchl (AUT)         | 1–3 PP   |
| Youcef Bouguerra (ALG)     | 1–17   | Torbjörn Kornbakk (SWE)    | 0–4 ST   |
| Erhan Balcı (TUR)          | 2–0    | Ahad Javansalehi (IRI)     | 3–0 PO   |
| Jaroslav Zeman (TCH)       | 12–0   | Ender Memet (ROU)          | 3.5–0 SO |
| Tuomo Karila (FIN)         | 1–2    | Józef Tracz (POL)          | 1–3 PP   |
| Željko Trajković (IOP)     |        | Bye                        |          |
| Kolo 3                     |        |                            |          |
| Željko Trajković (IOP)     | 3–0    | José Alberto Recuero (ESP) | 3–0 PO   |
| Anton Marchl (AUT)         | 1–5    | Torbjörn Kornbakk (SWE)    | 1–3 PP   |
| Erhan Balcı (TUR)          | 2–1    | Tuomo Karila (FIN)         | 3–1 PP   |
| Jaroslav Zeman (TCH)       | 4–5    | Józef Tracz (POL)          | 1–3 PP   |
| Kolo 4                     |        |                            |          |
| Željko Trajković (IOP)     | 2–5    | Anton Marchl (AUT)         | 1–3 PP   |
| Torbjörn Kornbakk (SWE)    | 4–2    | Jaroslav Zeman (TCH)       | 3–1 PP   |
| Erhan Balcı (TUR)          | 1–5    | Józef Tracz (POL)          | 1–3 PP   |
| Kolo 5                     |        |                            |          |
| Anton Marchl (AUT)         | 0–5    | Józef Tracz (POL)          | 0–3 PO   |
| Torbjörn Kornbakk (SWE)    |        | Bye                        |          |
| Kolo 6                     |        |                            |          |
| Torbjörn Kornbakk (SWE)    | 0–3    | Józef Tracz (POL)          | 0–4 TO   |

| Zápasník                   | L | R | CP  | TP | TB |
| -------------------------- | - | - | --- | -- | -- |
| Józef Tracz (POL)          | 0 | — | 19  | 22 | 7  |
| Torbjörn Kornbakk (SWE)    | 1 | — | 13  | 31 | 3  |
| Anton Marchl (AUT)         | 2 | — | 10  | 21 | 1  |
| Jaroslav Zeman (TCH)       | 2 | 4 | 8.5 | 22 |    |
| Erhan Balcı (TUR)          | 2 | 4 | 8   | 7  |    |
|                            |   |   |     |    |    |
| Željko Trajković (IOP)     | 2 | 4 | 4   | 5  |    |
| Tuomo Karila (FIN)         | 2 | 3 | 5   | 3  |    |
| José Alberto Recuero (ESP) | 2 | 3 | 1   | 1  |    |
| Youcef Bouguerra (ALG)     | 2 | 2 | 1   | 4  |    |
| Ahad Javansalehi (IRI)     | 2 | 2 | 0   | 0  |    |
| Ender Memet (ROU)          | 2 | 2 | 0   | 0  |    |

#### Skupina B
|                              | Skóre  |                            | CP       |
| Kolo 1                       | Kolo 1 | Kolo 1                     | Kolo 1   |
| ---------------------------- | ------ | -------------------------- | -------- |
| Mnacakan Iskandarjan (EUN)   | 9–3    | Travis West (USA)          | 3–1 PP   |
| János Takács (HUN)           | 0–2    | Karlo Kasap (CAN)          | 0–3 PO   |
| Petros Triantafyllidis (GRE) | 0–5    | Nestor Almanza (CUB)       | 0–3 PO   |
| Yvon Riemer (FRA)            | 8–0    | Wei Qingkun (CHN)          | 4–0 TO   |
| Dobri Ivanov (BUL)           | 6–1    | Paulo Martins (POR)        | 3–1 PP   |
| Kolo 2                       |        |                            |          |
| Mnacakan Iskandarjan (EUN)   | 8–0    | János Takács (HUN)         | 3–0 PO   |
| Travis West (USA)            | 2–3    | Karlo Kasap (CAN)          | 1–3 PP   |
| Petros Triantafyllidis (GRE) | 0–8    | Yvon Riemer (FRA)          | 0–3 PO   |
| Nestor Almanza (CUB)         | 3–2    | Dobri Ivanov (BUL)         | 3–1 PP   |
| Wei Qingkun (CHN)            | 16–0   | Paulo Martins (POR)        | 4–0 ST   |
| Kolo 3                       |        |                            |          |
| Mnacakan Iskandarjan (EUN)   | 9–1    | Karlo Kasap (CAN)          | 3–1 PP   |
| Nestor Almanza (CUB)         | 2–0    | Yvon Riemer (FRA)          | 3–0 PO   |
| Wei Qingkun (CHN)            | 0–9    | Dobri Ivanov (BUL)         | 0–3 PO   |
| Kolo 4                       |        |                            |          |
| Mnacakan Iskandarjan (EUN)   | 5–0    | Nestor Almanza (CUB)       | 3–0 PO   |
| Karlo Kasap (CAN)            | 0–13   | Yvon Riemer (FRA)          | 0–3.5 SO |
| Dobri Ivanov (BUL)           |        | Bye                        |          |
| Kolo 5                       |        |                            |          |
| Dobri Ivanov (BUL)           | 1–9    | Mnacakan Iskandarjan (EUN) | 1–3 PP   |
| Nestor Almanza (CUB)         |        | Bye                        |          |
| Yvon Riemer (FRA)            |        | Bye                        |          |
| Kolo 6                       |        |                            |          |
| Yvon Riemer (FRA)            | 1–7    | Mnacakan Iskandarjan (EUN) | 1–3 PP   |
| Nestor Almanza (CUB)         |        | Bye                        |          |

| Zápasník                     | L | R | CP   | TP | TB |
| ---------------------------- | - | - | ---- | -- | -- |
| Mnacakan Iskandarjan (EUN)   | 0 | — | 18   | 47 | 6  |
| Nestor Almanza (CUB)         | 1 | — | 9    | 10 | 3  |
| Yvon Riemer (FRA)            | 2 | — | 11.5 | 30 | 1  |
| Dobri Ivanov (BUL)           | 2 | 5 | 8    | 18 |    |
| Karlo Kasap (CAN)            | 2 | 4 | 7    | 6  |    |
|                              |   |   |      |    |    |
| Wei Qingkun (CHN)            | 2 | 3 | 4    | 16 |    |
| Travis West (USA)            | 2 | 2 | 2    | 5  |    |
| Paulo Martins (POR)          | 2 | 2 | 1    | 1  |    |
| Petros Triantafyllidis (GRE) | 2 | 2 | 0    | 0  |    |
| János Takács (HUN)           | 2 | 2 | 0    | 0  |    |

### Finále
|                         | Skóre            |                            | CP               |
| Zápas o 9. místo        | Zápas o 9. místo | Zápas o 9. místo           | Zápas o 9. místo |
| ----------------------- | ---------------- | -------------------------- | ---------------- |
| Erhan Balcı (TUR)       | 0–2              | Karlo Kasap (CAN)          | 0–3 PO           |
| Zápas o 7. místo        |                  |                            |                  |
| Jaroslav Zeman (TCH)    |                  | Dobri Ivanov (BUL)         | 4–0 EF           |
| Zápas o 5. místo        |                  |                            |                  |
| Anton Marchl (AUT)      | 0–12             | Yvon Riemer (FRA)          | 0–3.5 SO         |
| Zápas o 3. místo        |                  |                            |                  |
| Torbjörn Kornbakk (SWE) | 5–1              | Nestor Almanza (CUB)       | 3–1 PP           |
| Finálový zápas          |                  |                            |                  |
| Józef Tracz (POL)       | 3–6              | Mnacakan Iskandarjan (EUN) | 1–3 PP           |

## Finálové pořadí
1. Mnacakan Iskandarjan (EUN)
2. Józef Tracz (POL)
3. Torbjörn Kornbakk (SWE)
4. Nestor Almanza (CUB)
5. Yvon Riemer (FRA)
6. Anton Marchl (AUT)
7. Jaroslav Zeman (TCH)
8. Karlo Kasap (CAN)
9. Erhan Balcı (TUR)
10. Wei Qingkun (CHN)